# 日本南朝年號列表

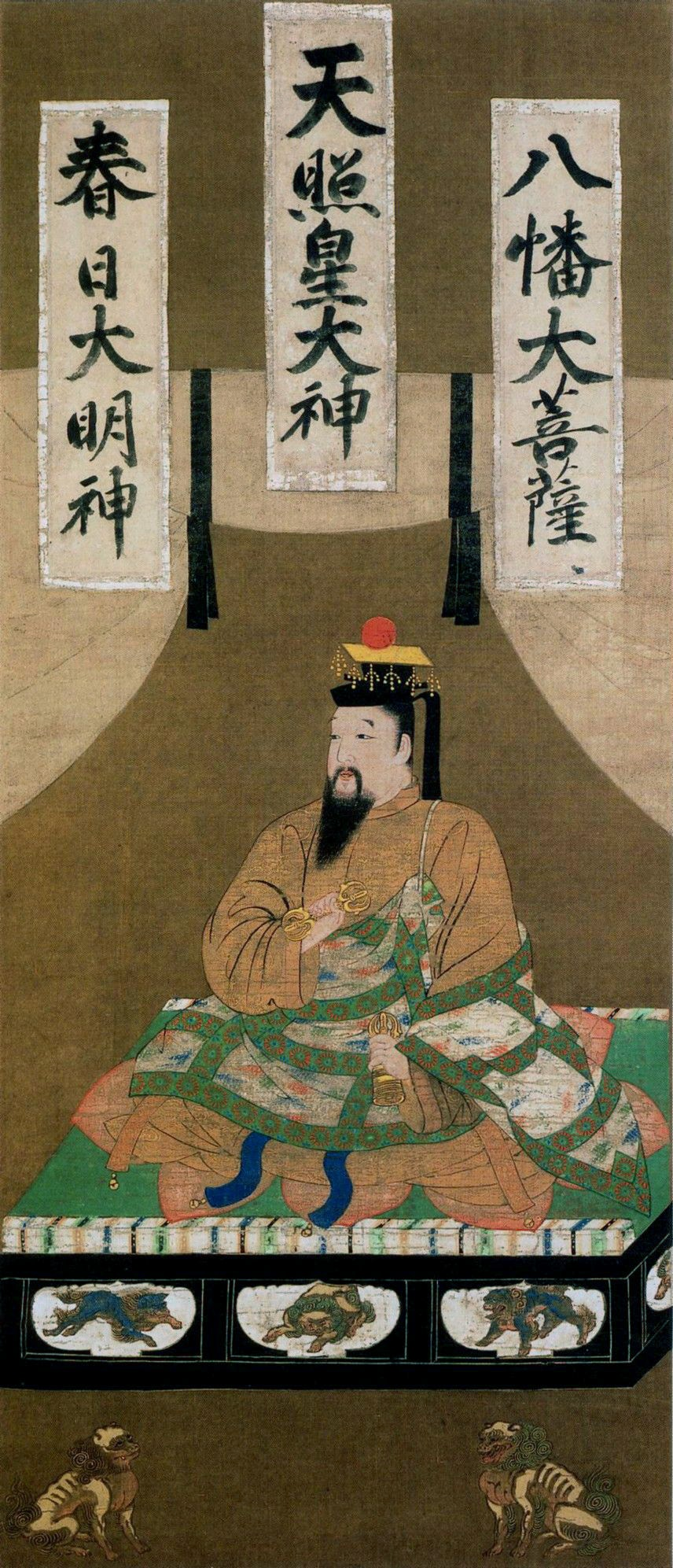
後醍醐天皇為日本第九十六代（南朝首任）天皇，在施行建武新政時改元建武

日本自第三十六代孝德天皇即位並建元大化起開始使用年号（日语：／ Nengō、／ Gengō）為其纪年方式，並在文武天皇於701年5月3日（大寶元年三月二十一日）再度恢復使用年號後，一直持續使用年號至今。後醍醐天皇為日本南北朝時代中由大覺寺統系擔任天皇的南朝的首任天皇，他在1333年7月8日（元弘三年／正慶二年五月二十六日）廢止受镰仓幕府擁立、由持明院統系擔任天皇的北朝的首任天皇光嚴天皇的「正慶」年號，於1334年3月5日（元弘四年正月二十九日）改元建武，施行建武新政。建武新政失敗後，後醍醐天皇於1336年4月11日（建武三年二月二十九日）再改元延元，惟受足利氏擁立繼位為北朝天皇的光明天皇未有跟隨，並在1338年10月11日（建武五年／延元三年八月二十八日）另行改元曆應。直至1392年11月12日（明德三年／元中九年閏十月初五日）《明德和約》締結後，南朝「元中」年號遭廢止，日本才終結了兩個年號並立的局面。
日本的年號常取中國古籍中的辭句為典故，而改元的原因除天皇即位外，多數出於迷信及牽強附會。因天皇即位而進行的改元通常在天皇即位翌年進行，但有時候也會因為亂世而不在天皇即位翌年改元。日本自醍醐天皇起開始因「辛酉革命」的緣故在辛酉年進行改元（當時為901年，由昌泰四年改元延喜），並自村上天皇起開始因「甲子革令」的緣故在甲子年進行改元（當時為964年，改元康保）。日本自醍醐天皇起也會因災禍等不祥之事而改元（當時為923年，改元延長）。
以下列表僅收錄南朝（包括建武新政時期）啓用的日本年號。以下列表中，各年號的使用期與典故主要出自小學館出版的《日本大百科全書》，而每個年號的典故都分別附上维基文库的文本連結供參考。

## 列表
| 年號 | 使用期 （西曆年月日）           | 使用期 （和曆年月日）                    | 在位天皇       | 改元理由                                                                        | 典故                                                       | 北朝天皇   | 參考 來源 |
| ---- | ------------------------------- | ---------------------------------------- | -------------- | ------------------------------------------------------------------------------- | ---------------------------------------------------------- | ---------- | --------- |
| 建武 | 1334年3月5日 － 1336年4月10日   | 元年正月二十九日 － 三年二月二十八日     | 後醍醐天皇     | 擾亂歸正                                                                        | 《後漢書·光武帝紀上》：「建元為建武。」                    | （無）     | [ 6 ]     |
| 延元 | 1336年4月11日 － 1340年5月25日  | 元年二月二十九日 － 五年四月二十七日     | 後醍醐天皇     | 兵革                                                                            | 《梁书》：「沈休文等奏言，聖德所被，上自蒼蒼，下延元元。」 | （無）     | [ 12 ]    |
| 延元 | 1336年4月11日 － 1340年5月25日  | 元年二月二十九日 － 五年四月二十七日     | 後醍醐天皇     | 兵革                                                                            | 《梁书》：「沈休文等奏言，聖德所被，上自蒼蒼，下延元元。」 | 光明天皇   | [ 12 ]    |
| 延元 | 1336年4月11日 － 1340年5月25日  | 元年二月二十九日 － 五年四月二十七日     | 後村上天皇     | 兵革                                                                            | 《梁书》：「沈休文等奏言，聖德所被，上自蒼蒼，下延元元。」 |            | [ 12 ]    |
| 興國 | 1340年5月25日 － 1347年1月19日  | 元年四月二十八日 － 七年十二月初七日     | 後村上天皇即位 | 《文選·諷諫》：「興國救顛，孰違悔過？」                                         | [ 14 ]                                                     |            |           |
| 正平 | 1347年1月20日 － 1370年8月15日  | 元年十二月初八日 － 二十五年七月二十三日 | （無）         | 《宋书·符瑞下》：「華平，其枝正平，王者有德則生。」                             | [ 16 ]                                                     |            |           |
| 正平 | 1347年1月20日 － 1370年8月15日  | 元年十二月初八日 － 二十五年七月二十三日 | （無）         | 《宋书·符瑞下》：「華平，其枝正平，王者有德則生。」                             | [ 16 ]                                                     | 崇光天皇   |           |
| 正平 | 1347年1月20日 － 1370年8月15日  | 元年十二月初八日 － 二十五年七月二十三日 | （無）         | 《宋书·符瑞下》：「華平，其枝正平，王者有德則生。」                             | [ 16 ]                                                     | 後光嚴天皇 |           |
| 正平 | 1347年1月20日 － 1370年8月15日  | 元年十二月初八日 － 二十五年七月二十三日 | （無）         | 《宋书·符瑞下》：「華平，其枝正平，王者有德則生。」                             | [ 16 ]                                                     | 長慶天皇   |           |
| 建德 | 1370年8月16日 － 1372年4月25日  | 元年七月二十四日 － 三年三月二十一日     | （無）         | 《文選·吳都賦》：「建至德以剏洪業。」                                           | [ 20 ] [ 21 ]                                              |            |           |
| 建德 | 1370年8月16日 － 1372年4月25日  | 元年七月二十四日 － 三年三月二十一日     | （無）         | 《文選·吳都賦》：「建至德以剏洪業。」                                           | [ 20 ] [ 21 ]                                              | 後圓融天皇 |           |
| 文中 | 1372年4月26日 － 1375年6月25日  | 元年三月二十二日 － 四年五月二十六日     | （無）         | 《周易·坤》：「黃裳元吉，文在中也。」                                           | [ 24 ] [ 21 ]                                              |            |           |
| 天授 | 1375年6月26日 － 1381年3月5日   | 元年五月二十七日 － 七年二月初九日       | 山崩 地妖      | 《史记·淮陰侯列傳》：「且陛下所謂天授，非人力也。」                             | [ 26 ]                                                     |            |           |
| 弘和 | 1381年3月6日 － 1384年5月17日   | 元年二月初十日 － 四年四月二十七日       | 辛酉革命       | 《尚書·周書·君牙》：「弘敷五典，式和民則。」                                    | [ 28 ]                                                     |            |           |
| 弘和 | 1381年3月6日 － 1384年5月17日   | 元年二月初十日 － 四年四月二十七日       | 辛酉革命       | 《尚書·周書·君牙》：「弘敷五典，式和民則。」                                    | [ 28 ]                                                     | 後小松天皇 |           |
| 弘和 | 1381年3月6日 － 1384年5月17日   | 元年二月初十日 － 四年四月二十七日       | 辛酉革命       | 《尚書·周書·君牙》：「弘敷五典，式和民則。」                                    | [ 28 ]                                                     | 後龜山天皇 |           |
| 元中 | 1384年5月18日 － 1392年11月12日 | 元年四月二十八日 － 九年閏十月初五日     | 甲子革令       | - 《周易·坤》：「黃裳元吉，文在中也。」 - 《周易·訟》：「訟，元吉，以中正也。」 | [ 30 ] [ 8 ]                                               |            |           |